# Wikipédia en vénitien
Wikipédia en vénitien (en vénitien : Wikipedia en łéngoa vèneta) est l’édition de Wikipédia en vénitien, langue italo-romane parlée principalement en Vénétie, Frioul-Vénétie Julienne, Trentin-Haut-Adige en Italie. L'édition est lancée en octobre 2005,,. Son code est : vec.
Au 21 mars 2025, l'édition en vénitien contient 69 388 articles et compte 38 213 contributeurs, dont 44 contributeurs actifs et 4 administrateurs.

## Présentation

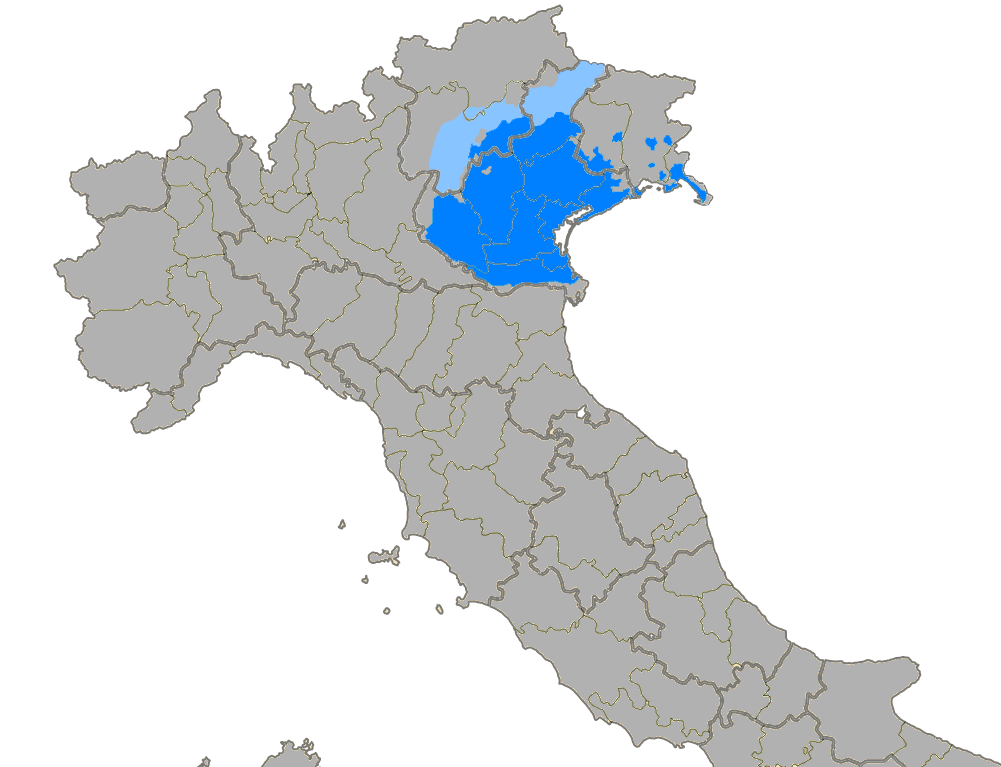
Aire de diffusion du vénitien.

## Statistiques
- En février 2009, l'édition en vénitien compte quelque 8 000 articles et 2 050 utilisateurs enregistrés.
- Le 6 novembre 2022, elle contient 69 049 articles et compte 32 571 contributeurs, dont 48 contributeurs actifs et 5 administrateurs.
- Le 11 septembre 2024, elle contient 69 320 articles et compte 37 023 contributeurs, dont 46 contributeurs actifs et 5 administrateurs.